# Jahan Timur
Izz al-Din Jahan Timur (segle XIV) fou un kan il-kànida de 1339 a 1340 sota control del jalayírida Hasan Buzurg. Era descendent d'Hulagu Khan pel seu fill Abaqa (Abakai) Khan, pare de Gaikhatu kan, pare d'Alafrank (assassinat en el regnat d'Oldjeitu el 30 de maig del 1304), pare de Jahan. La seva mare era la jalayírida Dundi Khatun.
Quan Hasan Buzurg va descobrir el doble joc del seu kan Togha Temur, aquest es va retirar al Mazanderan (1339) i el jalayírida va decidir instal·lar un nou kan en la persona de Jahan Timur al que va proclamar a Sava, prop d'Hamadan (tardor del 1339). Hasan Buzurg va marxar a l'Iraq (hivern de 1339) on els governadors havien fet aliança amb ell i se li van sotmetre voluntàriament. A Bagdad va encunyar moneda (que s'han trobat només a la Jazira i Anatòlia oriental i va llegir la khutba en nom de Jahan Khan. Va organitzar un exèrcit amb el qual va sortir de Bagdad en direcció a l'Azerbaidjan. Hasan Kucik el cobànida, al tenir notícies del moviment, va reunir les seves forces per oposar-se al seu rival. Els dos exèrcits es van trobar a la plana de Shughatu (també Jagathu o Yughtu) (21 de juny de 1340), on Hasan Buzurg fou derrotat i es va haver de retirar a Bagdad (1340/1341). Una vegada arribat allí va deposar Jahan Timur Khan, considerat un ignorat per exercir les altes funcions ecomanades. La seva sort posterior es desconeguda.